# Best Way
Best Way — українська компанія-розробник комп'ютерних ігор, нині розташовується в місті Черкаси. Компанія заснована в 1991 році, ігровий підрозділ створено у 1999 році.
Компанія стала відомою завдяки серії ігор «У тилу ворога» і своєму рушію «GEM». Також, компанія Best Way є сертифікованим виробником персональних комп'ютерів і внесена до реєстру розповсюджувачів програмного забезпечення.

## Проєкти

### Самостійна розробка
- У тилу ворога (GEM1 2 липня 2004 року)
- У тилу ворога 2 (GEM2, 8 вересня 2006 року)
- У тилу ворога 2 Брати по зброї (GEM2, 27 грудня 2007 року)
- У тилу ворога 2: Лис пустелі (GEM2,14 листопада 2008 року)
- Men of War II (GEM RTS, 15 травня 2024)

### Ігри, які використовують рушійGEM
- У тилу ворога: Диверсанти (GEM1, 16 вересня 2005 року)
- У тилу ворога: Диверсанти 2 (GEM1, 6 жовтня 2006 року)
- У тилу ворога: Диверсанти 3 (GEM1, 26 вересня 2008 року)
- Men of War: Red Tide (GEM2, 14 серпня 2009 року)
- Majesty 2: The Fantasy Kingdom Sim (GEM3, 18 вересня 2009 року)
  - Majesty 2: Kingmaker (GEM3, 25 травня 2010 року)
  - Majesty 2: Monster Kingdom (GEM3, 9 березня 2011 року)
  - Majesty 2: Battles of Ardania (GEM3, 9 березня 2011 року)

- Men of War: Assault Squad (GEM2, 25 лютого 2011 року)
- Men of War: Vietnam (GEM2, 9 вересня 2011 року)
- Men of War: Condemned Heroes (GEM2,12 квітня 2012 року)
- Men of War: Assault Squad 2 (GEM2, 15 травня 2014 року)
- Battle of Empires: 1914-1918 (GEM2, 22 липня 2015 року)
- Assault Squad 2: Men of War Origins (GEM2, 25 серпня 2016 року)
- Call to Arms (GEM2, 27 квітня 2018 року)
- Men of War: Assault Squad 2 - Cold War (GEM2, 12 вересня 2019 року)
- Call to Arms - Gates of Hell: Ostfront (GEM2, 11 червня 2021 року)

### Скасовані проєкти
- Новий Союз (GEM3, скасований, 2014)
- Цхінвалі у вогні (GEM2)
- Project №5 (GEM3)
- У тилу ворога 3 (GEM3)
- Men of War II: Arena (GEM2, скасований, 2021)